# Rani Hamid
Rani Hamid (nascuda el 14 de juliol de 1944) és una jugadora d'escacs de Bangladesh que va esdevenir la primera Mestra Internacional Femenina del país, el 1985. Ha estat 20 vegades campiona femenina de Bangladesh (el darrer campionat el guanyà als 75 anys d'edat, el setembre de 2019. També ha guanyat tres vegades el campionat femení d'escacs britànic Fou campiona zonalel 2018, va obtenir el premi Journalists Choice Award a la Copa del Món d'escacs 2018 a Rússia i va guanyar la medalla d'or a la Commonwealth Chess 2017 a Delhi.

## Primers anys de vida i carrera
Hamid va néixer com a Sayeda Jasimunnessa Khatun a Sylhet el 1944. Va començar a jugar als escacs als 34 anys. Va ser guardonada amb el títol de Mestra Internacional Femenina de la FIDE (WIM) el 1985.
Hamid va guanyar el títol nacional durant sis anys consecutius del 1979 al 1984 entre els seus 19 títols totals. Aquest és el més gran nombre de títols del campionat femení de Bangla Desh per un ampli marge. Ha guanyat també el campionat femení britànic el 1983, 1985 i 1989.
Des de 1984, Rani Hamid va jugar a totes les Olimpíades d'escacs (3 vegades a l'equip absolut, la resta al femení).

## Vida personal
Hamid va estar casada amb el tinent coronel MA Hamid, un organitzador esportiu, de 1959 a 2008 (la seva mort). El seu fill Kaiser Hamid va ser jugador de futbol del Mohammedan Sporting Club i |el capità de l'equip de futbol de Bangla Desh durant les dècades de 1980 i 1990. El seu altre fill, Sohel Hamid, va ser campiona nacional d'esquaix. El seu fill petit, Bobby Hamid, és un antic jugador nacional d'handbol i jugador de la lliga de futbol de primera divisió.